# Путеизмерительная тележка
Путеизмерительная тележка — предназначена для непрерывного измерения ширины рельсовой колеи с автоматической записью выявленных отклонений.

## В России
В отличие от путеизмерительного вагона, путеизмерительная тележка производит измерения без нагрузки на рельсы. Выпускаются механические и электромеханические путеизмерительные тележки. На российских железных дорогах получили распространение механическая трёхколёсная путеизмерительная тележка системы Д. Д. Матвеенко и М. Д. Матвеенко и более совершенная четырёхколёсная ПТ-2, которые служат для измерения ширины колеи и положения рельсовых нитей по уровню. Перемещается путеизмерительная тележка вручную.
С начала 2000-х годов на железных дорогах России внедряются путеизмерительные тележки с электронным блоком измерений, которые позволяют добавлять к записываемым в память данным (ширина колеи и уровень) множество дополнительных параметров: путейскую координату, отметки о неисправностях пути, фамилии ответственных за проведенные измерения и др.

## Конструкция
Оборудование ПТ-2 смонтировано на трубчатой раме. Ходовое устройство — четыре колеса, которые одновременно являются датчиками измерения ширины колеи. Одно из колёс служит приводом лентопротяжного устройства и пишущего механизма, который соединён с отвесом физического маятника, измеряющего положение рельсовых нитей по уровню.
Тележки с электронными блоками ПТ-7, и ПТ-9 смонтированы на неподвижной трубчатой раме с двумя правыми колесами, внутри которой закреплены два оптических датчика и подвижная вилка с левыми колесами.
- Перемещение вилки по горизонтали вызывает срабатывание датчиков, что является признаком уширения или сужения колеи;
- Датчик путейской координаты (пройденного расстояния) состоит из двух датчиков Холла, закрепленных в неподвижной оси одного из колес, и двух постоянных магнитов, вращающихся с колесом;
- Датчик уровня (превышения одной нитки над другой) представляет собой электромеханический маятник.

Данные с трех датчиков фиксируются в памяти электронного блока и расшифровываются на ПЭВМ, где представляются в виде путеизмерительной ленты.
Выпускаются опытные экземпляры путеизмерительных тележек, совмещенных с дефектоскопом для проверки ж. д. рельсов.